# Meg Mallon

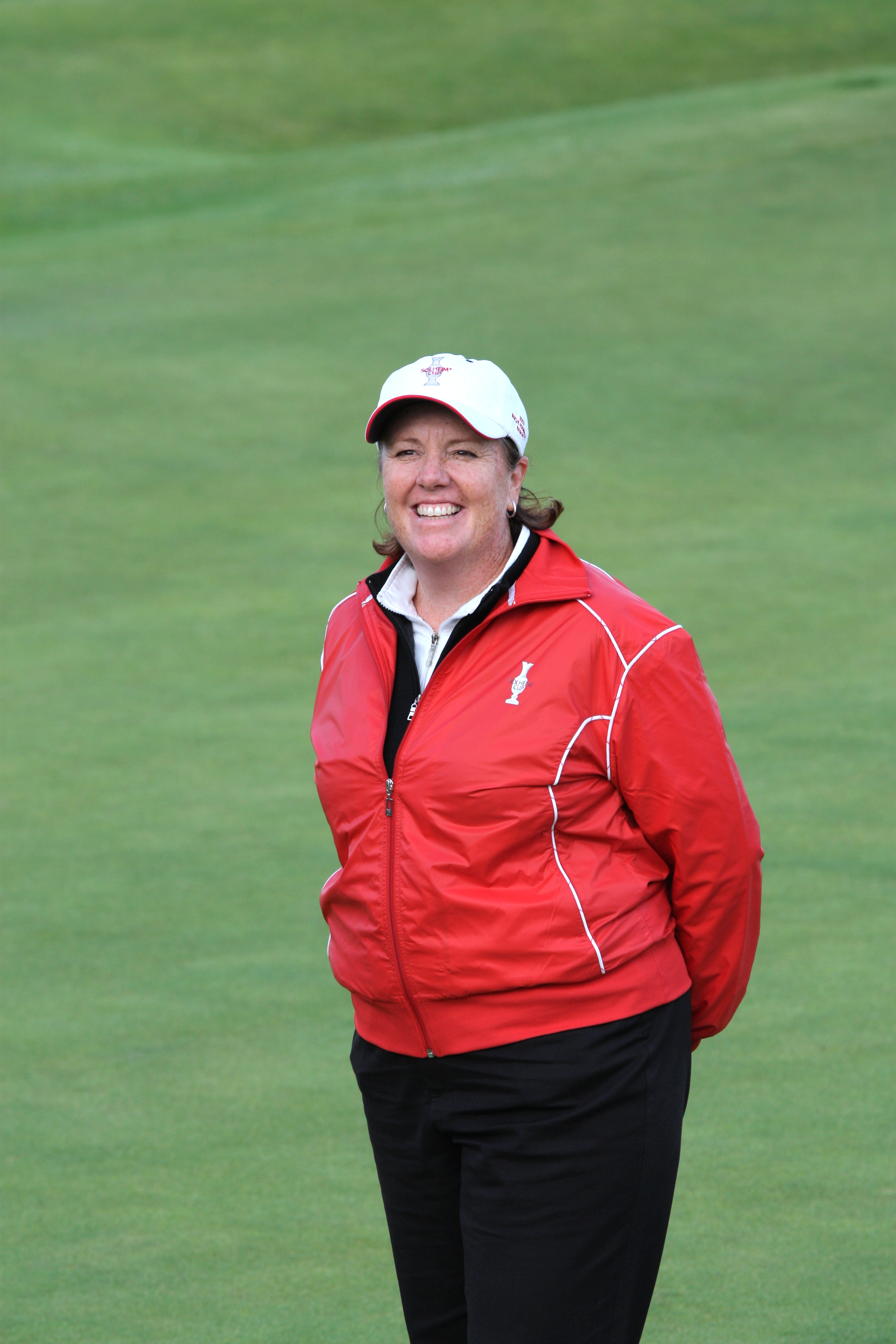
Solheim Cup 2009

Meg Mallon (Natick, Massachusetts, 14 april 1963) is een Amerikaanse golfprofessional.
Mallon zat op de Mercy High School in Farmington Hills, Michigan en studeerde aan de Ohio State University in Columbus, Ohio.

## Professional
Mallon werd in 1987 professional en speelde tot 2010 op de LPGA Tour. Ze behaalde achttien overwinningen, inclusief vier Majprs. Negen keer stond ze in de top-10 van de Order of Merit.
Ze speelde acht keer in de Solheim Cup. In 2009 en 2011 was ze assistent captain en begin 2012 werd bekendgemaakt dat Mallon captain wordt van het Solheim Cup-team van 2013
Mallon maakte op 7 juli 2010 bekend geen toernooien meer te zullen spelen..

## Gewonnen
LPGA Tour
- 1991: Oldsmobile LPGA Classic, LPGA Championship, US Women's Open, Daikyo World Championship
- 1993: PING/Welch's Championship (Tucson), Sara Lee Classic
- 1996: Cup Noodles Hawaiian Ladies Open, Sara Lee Classic
- 1998: Star Bank LPGA Classic
- 1999: Naples LPGA Memorial, Sara Lee Classic
- 2000: Wegmans Rochester International, du Maurier Classic
- 2002: Bank of Montreal Canadian Women's Open
- 2003: ADT Championship
- 2004: US Women's Open, BMO Financial Group Canadian Women's Open, Jamie Farr Owens Corning Classic

Anders
- 1998: JCPenney Classic (met Steve Pate)

### Teams
- Solheim Cup: 1992, 1994, 1996, 1998, 2000, 2003 en 2005, 2013 (captain)